# Vitis pseudoreticulata
Vitis pseudoreticulata — вид рослин з роду Виноград (Vitis). Ендемік для Корейського півострова та Китаю (провінції: Аньхой, Фуцзянь, Гуандун, Гуансі, Хенань, Хубей, Хунань, Цзянсу, Цзянсі, Чжецзян). Зростає в лісах, чагарниках, луках, на берегах річок й на схилах пагорбів, на висоті від 100 до 300 метрів над рівнем моря.

## Опис
Рослина полігамно-дводомна. Гілки з поздовжніми гребенями. Вусики роздвоєні, листосупротивні. Листя просте, прилистки опадають. Черешок від 3 до 6 см завдовжки. Листкова пластинка овальна або довгаста, від 6 до 13 см завдовжки та від 5 до 11 см завширшки. Квітконіжка 1—1,5 мм, гола. Бруньки оберненояйцеподібні, верхівка закруглена, розміром від 2 до 2,5 мм. Чашечка гола, зубці непомітні. Цвіте з квітня по червень. Плодоносить з червня по жовтень.